# رحمت‌آباد (نجف‌آباد)

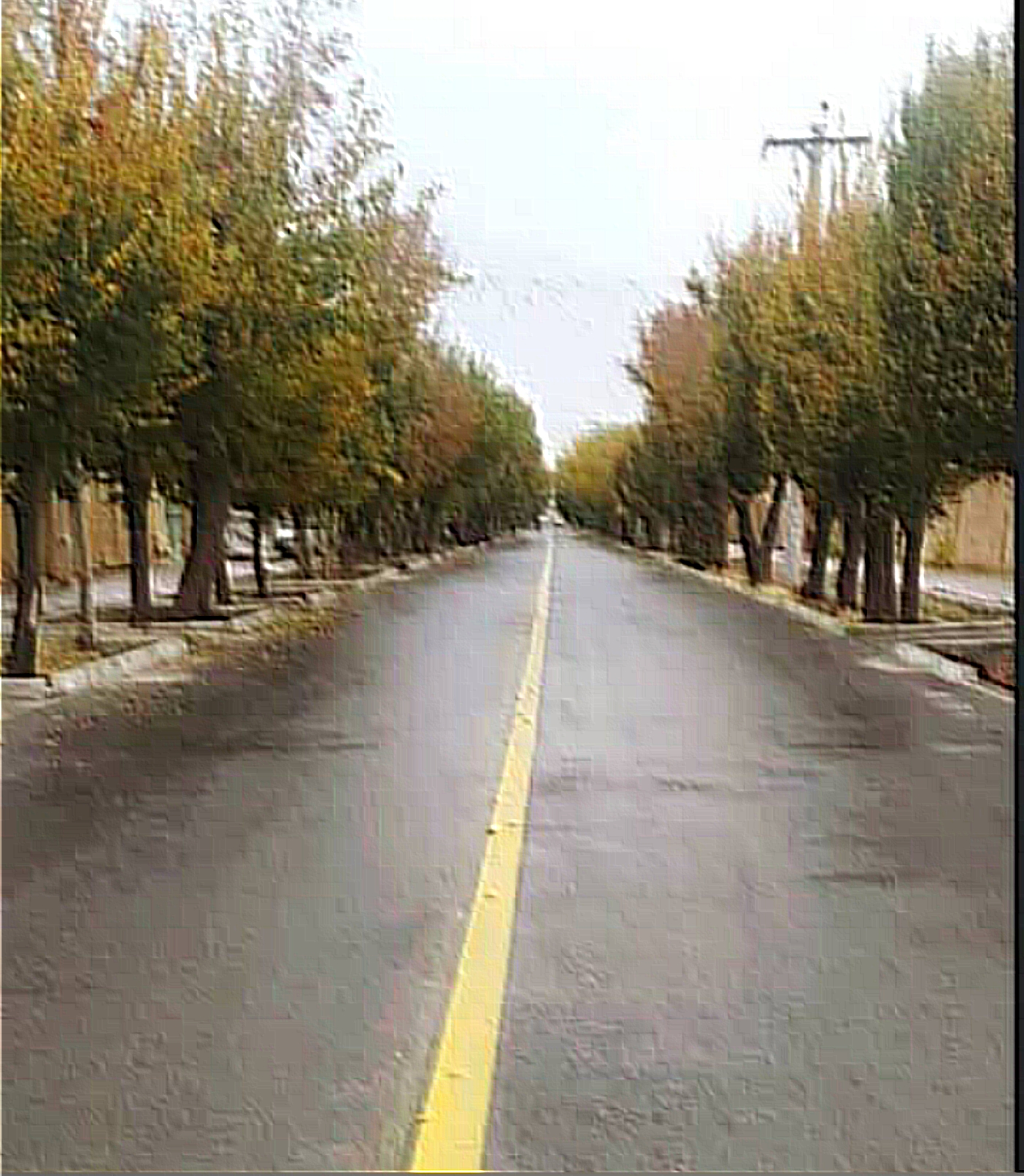

رحمت‌آباد (سلطان آباد)، روستایی از توابع بخش مرکزی شهرستان نجف‌آباد در استان اصفهان ایران است. این روستا برا اساس شواهد تاریخی و آثار بجا مانده از جمله مقبره پیامبر انوش  بن شیث بن آدم (ع)و تپه های توپلوس (مقرهای نظامی قدیمی)و همچنین بر اساس نوشته های تاریخی از جمله در کتاب انجیل مسیحیان که به نام انوش بن شیث بن آدم اشاره شده و آثار کشف شده  دارای قدمت ، بیش از ده هزارسال دارد.که نشان می دهد که استان اصفهان و این روستای رحمت آباد دارای قدمت ده هزار ساله است.لازم به ذکر است که ساکنین بومی روستای رحمت آباد افرادی بودند که قبلا در شهر پهران می زیستن اما بعدها با ازبین رفتن این شهر انها نقل مکان کردن به این منطقه و روستایی تشکیل دادندو نام این روستا بخاطر اینکه در دوران قاجار ذلِه سلطان که اصفهان را اداره میکرد نام این روستا را سلطان آباد انتخاب میکند و مردم ان روستا این اسم را میپذیرند
این روستا واقع در دشت حاصلخیز اصفهان و آب و هوای گرم و خشک و زمینهای هموار  که مناسب و مستعد کشاورزی بوده و کشاورزان توانایی در کشت سیفی جات و برنج کاری و از پیازکاران سرشناس کشور میباشند.این روستا در شمال شهر فولادشهر ودرجنوب  شهر قهدریجان و در شرق شهر مینادشت قرار دارد و مسیر عبوری پر تردد به سمت گلدشت و کمربندی آتشگاه اصفهان میباشد.

## جمعیت
این روستا در دهستان جوزدان قرار دارد و براساس سرشماری مرکز آمار ایران در سال ۱۳۸۵، جمعیت آن ۱٬۶۹۲ نفر (۴۲۰خانوار) بوده‌است و بر اساس آمار جدید که از طرف دهیاری و خانه بهداشت روستا در سال۱۴۰۳ به عمل آمده جمعیت آن حدود ۳۷۰۰ نفر میباشد.